# Федеральная администрация железных дорог
Федеральная администрация железных дорог (англ. Federal Railroad Administration; сокр. англ. FRA, рус. ФРА) — центральный орган государственного управления Соединённых Штатов Америки в области железнодорожного транспорта.
Агентство министерства транспорта Соединённых Штатов. Создано в 1966 году. Целями деятельности агентства являются выработка правил обеспечения безопасности на железнодорожном транспорте, контроль за соблюдением этих правил, обеспечение государственной поддержки деятельности железнодорожного транспорта.
FRA является одним из десяти агентств в рамках министерства транспорта, связанных с интермодальными перевозками.
В состав агентства входят семь отделов, общий штат составляет около 850 человек.
Все пассажирские и грузовые железнодорожные перевозки в Соединённых Штатах подлежат регулированию FRA.
Бюджет администрации за 2008 год составляет 1,561 млрд. долларов США.

## Основные области деятельности
1. Безопасность на железных дорогах: FRA разрабатывает и реализует стандарты безопасности для всех аспектов железнодорожного транспорта, включая треки, поезда, сигнальные системы и оборудование. Это включает в себя нормативные акты и правила, направленные на уменьшение возможности аварий и обеспечение безопасности пассажиров и персонала.
2. Разработка и реализация политики: FRA играет активную роль в разработке и реализации политики, направленной на совершенствование железнодорожной инфраструктуры и технологий. Это может включать в себя участие в разработке федеральных законов, программ финансирования, инвестиций в инфраструктуру и регулирование отрасли.
3. Финансирование и гранты: FRA управляет различными программами финансирования и предоставляет гранты для модернизации и обновления железнодорожной инфраструктуры, в том числе для разработки новых технологий, улучшения безопасности и повышения эффективности системы.
4. Исследования и инновации: Агентство проводит исследования и поддерживает инновационные проекты в области железнодорожной технологии и безопасности, сотрудничая с частными компаниями, университетами и другими организациями.
5. Обучение и сертификация: FRA устанавливает стандарты обучения и сертификации для персонала железнодорожного транспорта, включая машинистов, инженеров и других специалистов, чтобы обеспечить их профессионализм и соответствие стандартам безопасности.
6. Регулирование и надзор: FRA осуществляет регуляторные функции, контролируя соблюдение компаниями железнодорожной отрасли федеральных нормативных актов и правил безопасности.

В целом, Федеральная администрация железных дорог играет важную роль в обеспечении безопасности, эффективности и совершенствовании железнодорожной инфраструктуры в Соединённых Штатах через регулирование, финансирование, исследования и разработки новых технологий.